# Iwanowka (rejon iwanowski)
Iwanowka (ros. Ивановка) – wieś w Rosji, w obwodzie amurskim, ośrodek administracyjny rejonu iwanowskiego. W 2010 liczyła 6617 mieszkańców.